# Нитребич Зіновій Миколайович
Нитребич Зіновій Миколайович — український математик, доктор фізико-математичних наук, професор, завідувач кафедри вищої математики, Інституту прикладної математики та фундаментальних наук Національного університету «Львівська політехніка».

## Загальні відомості
Дата народження: 27 травня 1961 року.
Закінчив математичний факультет Львівського національного університету ім. Івана Франка у 1983 р.
- В 1983–96 рр. працював в Інституті прикладних проблем механіки та математики НАН України.

- В квітні 1990 р. захистив кандидатську дисертацію за спеціальністю 01.01.02 — диференціальні рівняння на тему «Побудова розв'язків деяких задач для лінійних диференціальних рівнянь і систем, що допускають відокремлення змінних».

- З 1990 по 1996 р. працював на посаді вченого секретаря Інституту прикладних проблем механіки та математики НАН України.

- У лютому 2013 р. захистив докторську дисертацію.

- Тема докторської дисертації: Диференціально-символьний метод розв'язування задач для рівнянь із частинними похідними [Текст]: дис. … д-ра фіз.-мат. наук : 01.01.02 / Нитребич Зіновій Миколайович ; Нац. ун-т «Львів.політехніка». — Львів, 2012. — 329 арк. — Бібліогр.: арк. 294—329.

- Працює у «Львівській політехніці» з 1996 р.

- У 1996—2012 рр. — доцент кафедри обчислювальної математики та програмування,

- з 2012 р. по 2013 р. — доцент кафедри вищої математики.

- З 2014 р. — професор кафедри вищої математики,

- З 2015 р. — завідувач кафедри вищої математики.

- Вчене звання старшого наукового співробітника отримав у 1993 році, звання доцента отримав у 1999 р, звання професора отримав у 2015 році.

## Навчальна робота
В університеті читає курси
- математичний аналіз
- лінійна алгебра та аналітична геометрія
- диференціальні рівняння та рівняння математичної фізики
- теорія ймовірностей, випадкові процеси та математична статистика
- вища математика

### Наукові інтереси
Наукові інтереси Нитребича З. М. лежать у галузі теорії звичайних диференціальних рівнянь та рівнянь із частинними похідними. Вони стосуються розробки та створення нового диференціально-символьного методу розв'язування крайових задач для рівнянь математичної фізики, основою якого є узагальнений метод відокремлення змінних.

### Основні публікації
Монографії:
- Каленюк П. И., Баранецкий Я. Е., Нитребич З. Н. Обобщенный метод разделения переменных. — К.: Наук. думка, 1993. — 232 с.

- Каленюк П. І., Нитребич З. М. Узагальнена схема відокремлення змінних. Диференціально-символьний метод. — Львів: Вид-во НУ «Львівська політехніка», 2002. — 292 с.

Наукові статті та тези міжнародних конференцій

## Навчальні посібники
1. Дасюк Я. І., Ільків В. С., Каленюк П. І., Костробій П. П., Новіков Л. О., Нитребич З. М. та ін. Функції комплексної змінної. Перетворення Фур'є та Лапласа // ДУЛП, Львів: 1999. — 270 с. (з грифом МОН України)
2. Рудавський Ю. К., Каленюк П. І., Тацій Р. М., Костробій П. П., Нитребич З. М. та ін. Збірник задач з диференціальних рівнянь // Нац. ун-т «Львівська політехніка», Львів. 2001. — 240 с. (з грифом МОН України)
3. Каленюк П. І., Гнатів Б. В., Ільків В. С., Нитребич З. М., Пукач П. Я. та ін. Основи дискретної математики. Частина I. Теорія множин. Комбінаторний аналіз // Нац. ун-т «Львівська політехніка», Львів: 2006. — 128 с. (з грифом МОН України)
4. Каленюк П. І., Базилевич Л. Є., Ільків В. С., Киричинська І. Б.,Нитребич З. М. та ін. Теорія ймовірностей і математична статистика // Нац. ун-т «Львівська політехніка», Львів: 2005. — 240 с. (з грифом НУ «Львівська політехніка»)
5. Ільків В. С., Каленюк П. І., Когут І. В., Нитребич З. М., Пукач П. Я., Сохан П. Л., Столярчук Р. Р., Ярка У. Б. Основи дискретної математики. Частина 2. Математична логіка. Теорія графів: навчальний посібник. — Львів: В-во Львівської політехніки, 2011. — 184 с.
6. Каленюк П. І., Нитребич З. М., Тацій Р. М., Рудавський Ю. К., Андрусяк І. В., Бобик І. О., Зашкільняк І. М., Олексів І. Я., Стасюк М. Ф. Збірник задач з диференціальних рівнянь: навч. посібник/ за ред. проф. П. І. Каленюка.—Львів: В-во Львівської політехніки, 2016.—236 с.
7. Математичний аналіз, частина 1. Навчальний електронний посібник, рекомендований Науково-методичною радою Навчально-наукового інституту прикладної математики та фундаментальних наук Національного університету «Львівська політехніка» (протокол № 3 від 20.10.2016 р.) / Нитребич З. М., Пукач П. Я., Бобик І. О., Вовк М. І., Коляса Л. І.; Інститут прикладної математики та фундаментальних наук Національного університету «Львівська політехніка». — Львів, 2016. — 185 с. — Бібліогр.: с. 185. Номер та дата реєстрації: Е41-143-87/2015
8. Математичний аналіз, частина 2. Навчальний електронний посібник, рекомендований Науково-методичною радою Навчально-наукового інституту прикладної математики та фундаментальних наук Національного університету «Львівська політехніка» (протокол № 3 від 20.10.2016 р.) / Нитребич З. М., Пукач П. Я., Бобик І. О., Вовк М. І., Коляса Л. І.; Інститут прикладної математики та фундаментальних наук Національного університету «Львівська політехніка». — Львів, 2016. — 121 с. — Бібліогр.: с. 121. Номер та дата реєстрації: Е41-143-177/20165 від 14.09.2016 р.

## Методичні розробки
- Ільків В. С., Нитребич З. М., Сохан П. Л., Пукач П. Я., Філь Б. М., Когут І. В., Столярчук Р. Р. Дослідження операцій. Лабораторні роботи: методичні вказівки та завдання до лабораторних робіт для студентів технічних спеціальностей / В-во Тараса Сороки. — Львів, 2008. — 28 c.
- Ільків В. С., Стащук М. Г., Баранецький Я. О., Бобик І. О., Нитребич З. М., Сохан П. Л., Пукач П. Я., Когут І. В., Столярчук Р. Р. Диференціальні рівняння із частинними похідними першого порядку. Методичні вказівки та завдання до типових розрахунків з курсу «Диференціальні рівняння та рівняння із частинними похідними» для студентів базових напрямків «Прикладна математика», «Видавнича справа» / В-во Тараса Сороки. — Львів. 2008. — 32 c.
- Ільків В. С., Нитребич З. М., Сохан П. Л., Пукач П. Я., Когут І. В., Столярчук Р. Р. Теорія графів. Методичні вказівки з курсу «Дискретна математика» для студентів базових напрямків «Комп'ютерні науки», «Видавничо-поліграфічна справа справа» / В-во Тараса Сороки. — Львів, 2008. — 36 c.
- Ільків В. С., Нитребич З. М., Сохан П. Л., Пукач П. Я., Когут І. В., Столярчук Р. Р. Математична логіка. Методичні вказівки з курсу «Дискретна математика» для студентів базових напрямків «Комп'ютерні науки», «Видавничо-поліграфічна справа справа» / В-во Тараса Сороки. — Львів. 2008. — 16 c.
- Ільків В. С., Нитребич З. М., Сохан П. Л., Пукач П. Я., Когут І. В., Столярчук Р. Р. Комбінаторика. Методичні вказівки з курсу «Дискретна математика» для студентів базових напрямків «Комп'ютерні науки», «Видавничо-поліграфічна справа справа» / В-во Тараса Сороки. — Львів. 2008. — 16 c.
- Ільків В. С., Нитребич З. М., Сохан П. Л., Пукач П. Я., Когут І. В., Столярчук Р. Р. Теорія множин. Методичні вказівки з курсу «Дискретна математика» для студентів базових напрямків «Комп'ютерні науки», «Видавничо-поліграфічна справа справа» / В-во Тараса Сороки. — Львів. 2008. — 20 c.